# Hocine Zehouane
Hocine Zehouane, parfois orthographié Hocine Zahouane, né le 13 août 1935 à Draâ Ben Khedda en Algérie, mort le 17 mars 2025, est un homme politique et militant algérien des droits de l’Homme.

## Débuts
Né le 13 août 1935 à Draâ Ben Kheda en Kabylie, il adhère au MTLD alors qu’il est encore lycéen, en 1954. Il est emprisonné de 1955 à 1957 puis il rejoint les maquis de la wilaya III historique où il exercera en tant qu'officer. Il rejoint le Gouvernement provisoire de la République algérienne en mars 1960 pour l’informer sur la situation difficile en Kabylie du fait des purges sanglantes organisées par Amirouche.

## Après la guerre de libération
Membre du Bureau politique du Front de libération nationale en 1964, chargé du secteur orientation, il participe au premier congrès de l’union régionale de l’Union générale des travailleurs algériens (UGTA) d’Alger. À cette occasion, il déclare que « les travailleurs algériens doivent accéder au pouvoir politique ». 
Il s’oppose au coup d'État du 19 juin 1965 de Houari Boumédiène, ce qui le conduit en prison avant d’être assigné à résidence dans le sud, de 1965 à 1971. Il fondera auparavant, dans la clandestinité,  l'Organisation de la résistance populaire (ORP), avec Mohamed Harbi, Bachir Hadj Ali et Abdelhamid Benzine, organisation où il exercera le rôle de porte-parole provisoire.
Il s'évade avec Mohamed Harbi et s’exile en France en 1973 ; il rentre dans son pays en 1979 après la mort du président algérien Houari Boumédiène. Après des études de droit, il devient avocat et défend en particulier des détenus politiques incarcérés à la prison de Berrouaghia.
En 1985, il participe à la fondation de la première Ligue algérienne des droits de l'Homme (LADH), et en 2005 il devient président de la Ligue algérienne pour la défense des droits de l'homme.
Hocine Zehouane meurt le 17 mars 2025 à l’âge de 89 ans, et est inhumé au cimetière d'El Alia.